# إي إل دوكتورو
ادغار لورانس «إي إل» دوكتورو (بالإنجليزية: Edgar Lawrence "E. L." Doctorow) (مواليد 6 يناير 1931 في ذا برونكس، نيويورك - الوفاة 21 يوليو 2015 في نيويورك)، كان روائي أمريكي متخصص بالخيال التاريخي. درس في جامعة كولومبيا

## وصلات خارجية
- إي إل دوكتورو على موقع IMDb (الإنجليزية)
- إي إل دوكتورو على موقع الموسوعة البريطانية (الإنجليزية)
- إي إل دوكتورو على موقع مونزينجر (الألمانية)
- إي إل دوكتورو على موقع ألو سيني (الفرنسية)
- إي إل دوكتورو على موقع ميوزك برينز (الإنجليزية)
- إي إل دوكتورو على موقع أول موفي (الإنجليزية)
- إي إل دوكتورو على موقع قاعدة بيانات برودواي على الإنترنت (الإنجليزية)
- إي إل دوكتورو على موقع قاعدة بيانات الأفلام السويدية (السويدية)
- إي إل دوكتورو على موقع إن إن دي بي (الإنجليزية)
- إي إل دوكتورو على موقع قاعدة بيانات الفيلم (الإنجليزية)

- إي إل دوكتورو  على قاعدة بيانات الخيال التأملي على الإنترنت